# Pristomerus vogeli
Pristomerus vogeli är en stekelart som beskrevs av Krieger 1912. Pristomerus vogeli ingår i släktet Pristomerus och familjen brokparasitsteklar. Inga underarter finns listade i Catalogue of Life.